# Ligne Hankyu Arashiyama
La ligne Hankyu Arashiyama (阪急嵐山線, Hankyū Arashiyama-sen) est une courte ligne ferroviaire du réseau Hankyu à Kyoto au Japon. Elle relie la gare de Katsura à celle d’Arashiyama. C’est une branche de la ligne Hankyu Kyoto.

## Histoire
La ligne a été ouverte le 9 novembre 1928.

## Caractéristiques

### Ligne
- Ecartement : 1 435 mm
- Alimentation : 1 500 V par caténaire
- Vitesse maximale : 70 km/h

### Interconnexion
La ligne est connectée à la ligne Hankyu Kyoto à Katsura, mais seuls quelques trains effectuent l’interconnexion.

### Liste des gares
| Numéro | Gare          | Nom japonais | Distance depuis Katsura (km) | Correspondances                 | Ville |
| ------ | ------------- | ------------ | ---------------------------- | ------------------------------- | ----- |
| HK-81  | Katsura       | 桂           | 0                            | Hankyu : Kyoto (interconnexion) | Kyoto |
| HK-96  | Kami-Katsura  | 上桂         | 1,4                          |                                 | Kyoto |
| HK-97  | Matsuo-taisha | 松尾大社     | 2,8                          |                                 | Kyoto |
| HK-98  | Arashiyama    | 嵐山         | 4,1                          |                                 | Kyoto |